# Phaonia kugleri
Phaonia kugleri este o specie de muște din genul Phaonia, familia Muscidae, descrisă de Lyneborg în anul 1965.
Este endemică în Israel. Conform Catalogue of Life specia Phaonia kugleri nu are subspecii cunoscute.